# Roches (Berne)
Pour les articles homonymes, voir Roches.
Roches est une commune suisse du canton de Berne, située dans l'arrondissement administratif du Jura bernois.

## Histoire
De 1797 à 1815, Roches a fait partie de la France, au sein du département du Mont-Terrible, puis, à partir de 1800, du département du Haut-Rhin, auquel le département du Mont-Terrible fut rattaché. Par décision du congrès de Vienne, le territoire de l’ancien évêché de Bâle fut attribué au canton de Berne, en 1815. C'est le dernier village du Jura bernois, avant Choindez. Depuis 1994, il n'y a plus d'office de poste, et depuis 1996, les trains ne s'arrêtent plus à la petite gare. Ils sont remplacés par un service de bus.

## Géographie
Le portail nord du tunnel du Raimeux est sur le territoire de la commune. Le village se situe le long de la Birse. Il existe un hameau qui se nomme Les Hautes Roches qui se situe à l'ouest du village.

## Activités
Une verrerie exista dans le village de 1791 à 1840. De nos jours, l'implantation industrielle n'est pas très importante à Roches ; la commune connait une exploitation forestière importante.